# Blödita
La blödita és un mineral de la classe dels sulfats, que pertany i dona nom al grup de la blödita. Rep el seu nom del químic alemany Carl August Blöde (1773-1820).

## Característiques
La blödita és un sulfat de fórmula química Na₂Mg(SO₄)₂(H₂O)₄. Cristal·litza en el sistema monoclínic. La seva duresa a l'escala de Mohs es troba entre 2,5 i 3.
Segons la classificació de Nickel-Strunz, la blödita pertany a «07.C - Sulfats (selenats, etc.) sense anions addicionals, amb H₂O, amb cations de mida mitjana i grans» juntament amb els següents minerals: krausita, tamarugita, kalinita, mendozita, lonecreekita, alum-(K), alum-(Na), tschermigita, lanmuchangita, voltaïta, zincovoltaïta, pertlikita, amoniomagnesiovoltaïta, kröhnkita, ferrinatrita, goldichita, löweïta, niquelblödita, changoïta, zincblödita, leonita, mereiterita, boussingaultita, cianocroïta, mohrita, niquelboussingaultita, picromerita, polihalita, leightonita, amarillita, konyaïta i wattevil·lita.

## Formació i jaciments
Es troba en dipòsits de sal oceànica. Va ser descoberta a Ischler Salzberg, a Perneck, a la localitat de Bad Ischl, a Gmunden (Àustria). És una espècie que, tot i no ser gens freqüent, ha estat descrita en tots els continents, inclosa l'Antàrtida.